# Massimo Bonetti
Massimo Bonetti (n. 28 martie 1951, Roma, Italia) este un actor și regizor italian.

## Biografie
Născut la Roma, Bonetti a jucat mai mulți ani ca actor secundar, obținând primul rol principal în 1981, în filmul Bim Bum Bam regizat de Aurelio Chiesa. A obținut apoi roluri importante în filmele regizate de Paolo și Vittorio Taviani, Pupi Avati și Massimo Troisi. Rolurile sale cele mai cunoscute sunt cele din filmele Storia d'amore e d'amicizia (1982), La piovra (1983) (unde a jucat rolul vicecomisarului Leo De Maria), Kaos al lui Paolo și Vittorio Taviani, Le vie del Signore sono finite (unde a jucat alături de Massimo Troisi), Giovanni Falcone (1993, în care a jucat rolul lui Ninni Cassarà), din serialul polițist de televiziune de la Rai 3 La squadra (2000-2007), unde a interpretat timp de opt sezoane rolul inspectorului de poliție Pietro Guerra (mort în ultimul episod al serialului), din filmele Concorso di colpa (2005), regizat de Claudio Fragasso, Per non dimenticarti (2006), regizat de Mariantonia Avati, și Il lupo (2007), unde l-a interpretat pe protagonistul Luciano Liboni, în regia lui Stefano Calvagna.
În 2010 și-a făcut debutul ca regizor cu filmul Quando si diventa grandi.
În 2011 a jucat rolul deținutului Rocco Liverani în cel de-al unsprezecelea sezon al serialului de televiziune Distretto di Polizia. În 2012 l-a interpretat pe Francesco Crocco, tatăl tâlharului lucan Carmine Crocco, în miniserialul TV Il generale dei briganti regizat de Paolo Poeti. În 2014 a apărut în filmul Dylan Dog - Vittima degli eventi în rolul de traficantului misterios Hamlin. În 2016 a jucat în filmul Il mondo di mezzo regizat de Massimo Scaglione.
A fost iubitul actriței Martina Melani, iar în 2011 s-a căsătorit cu Giusi Taddei.

## Filmografie

### Filme de cinema
- Il trucido e lo sbirro, regie: Umberto Lenzi (1976)
- Il cinico, l'infame, il violento, regie: Umberto Lenzi (1977)
- Casotto, regie: Sergio Citti (1977)
- Cosmo 2000 - Battaglie negli spazi stellari, regie: Alfonso Brescia (1978)
- La notte di San Lorenzo, regie: Paolo și Vittorio Taviani (1982)
- Kaos, regie: Paolo e Vittorio Taviani (1984)
- Juke Box (film 1985), regie: Carlo Carlei (1985)
- Ultimo minuto, regie: Pupi Avati (1987)
- Le vie del Signore sono finite, regie: Massimo Troisi (1987)
- Storia di ragazzi e ragazze, regie: Pupi Avati (1989)
- Il sole anche di notte, regie: Paolo și Vittorio Taviani (1990)
- Giovanni Falcone, regie: Giuseppe Ferrara (1993)
- Festival, regie: Pupi Avati (1996)
- Il figlio di Bakunin, regie: Gianfranco Cabiddu (1997)
- Concorso di colpa, regie: Claudio Fragasso (2004)
- Per non dimenticarti, regie: Mariantonia Avati (2006)
- Il lupo, regie: Stefano Calvagna (2007)
- Pietralata, regie: Gianni Leacche (2008)
- Il figlio più piccolo, regie: Pupi Avati (2010)
- 5 (Cinque), regie: Francesco Maria Dominedò (2011)
- Il cuore grande delle ragazze, regie: Pupi Avati (2011)
- Il mistero di Laura, regie: Giovanni Galletta (2012)
- La settima onda, regie: Massimo Bonetti (2015)
- Vittima degli eventi, regie: Claudio Di Biagio (2014)
- Il mondo di mezzo, regie: Massimo Scaglione (2016)
- La fuga, regie: Stefano Calvagna (2016)
- Si vis pacem para bellum, regie: Stefano Calvagna (2016)

### Filme de televiziune
- Storia d'amore e d'amicizia, regie: Franco Rossi - miniserial TV (1982)
- La piovra, regie: Damiano Damiani - miniserial TV (1984)
- Se un giorno busserai alla mia porta, regie: Luigi Perelli - miniserial TV (1986)
- Poliziotti, regie: Tomaso Sherman - film TV (1988)
- Il colore della vittoria, regie: Vittorio De Sisti - film TV (1990)
- Voci notturne, regie: Fabrizio Laurenti - serial TV (1995)
- Morte di una strega, regie: Cinzia TH Torrini - miniserial TV (1995)
- Racket - miniserial TV (1997)
- La squadra, diferiți regizori - serial TV (2000-2007)
- Medicina generale 2 - serial TV (2010)
- Il generale dei briganti, regie: Paolo Poeti - film TV (2012)
- Il commissario Rex - serial TV, 2 episoade (2012)
- Distretto di Polizia - serial TV, sezonul 11 (2011-2012)
- Squadra antimafia 5 - serial TV, 5 episoade (2013)
- Le mani dentro la città - serial TV (2014)
- Il potere di Roma, regie: Mirko Alivernini - serial TV (2015)
- Una pallottola nel cuore 2 - serial TV (2016)
- Il sistema, regie: Carmine Elia - miniserial TV (2016)
- Squadra mobile - Operazione Mafia Capitale, regie: Alexis Sweet - serial TV, 12 episoade (2017)

### Filme de scurt metraj
- Alba (1997)
- La Divisa (2005), inclusiv regizor
- Evelyn (2008), regie: Davide de Gioia, Libera Università Del Cinema di Roma
- Helicopter Club, proiectul „Noi giriamo un film”, coordonat de Ruggero Miti (2012)

## Legături externe
- Massimo Bonetti la Internet Movie Database
- Massimo Bonetti pe AllMovie, All Media Network.
- Massimo Bonetti pe filmportal.de.